# Phialanthus rigidus
Phialanthus rigidus är en måreväxtart som beskrevs av August Heinrich Rudolf Grisebach. Phialanthus rigidus ingår i släktet Phialanthus och familjen måreväxter. Inga underarter finns listade i Catalogue of Life.